# Episodi di Gangs of London (seconda stagione)
La seconda stagione della serie televisiva Gangs of London, composta da otto episodi, è stata resa disponibile nel Regno Unito il 20 ottobre 2022 su Sky Box Sets e Now TV e trasmessa su Sky Atlantic dal 20 ottobre al 1º dicembre 2022.
In Italia, la stagione è stata interamente distribuita in anteprima in versione originale sottotitolata il 20 ottobre 2022 su Sky On Demand. È andata in onda in lingua italiana e in prima visione assoluta sul canale satellitare Sky Atlantic dal 26 ottobre al 16 novembre 2022.
| nº | Titolo originale | Titolo italiano | Pubblicazione UK | Prima TV Italia  |
| -- | ---------------- | --------------- | ---------------- | ---------------- |
| 1  | Episode 1        | Episodio 1      | 20 ottobre 2022  | 26 ottobre 2022  |
| 2  | Episode 2        | Episodio 2      | 20 ottobre 2022  | 26 ottobre 2022  |
| 3  | Episode 3        | Episodio 3      | 20 ottobre 2022  | 2 novembre 2022  |
| 4  | Episode 4        | Episodio 4      | 20 ottobre 2022  | 2 novembre 2022  |
| 5  | Episode 5        | Episodio 5      | 20 ottobre 2022  | 9 novembre 2022  |
| 6  | Episode 6        | Episodio 6      | 20 ottobre 2022  | 9 novembre 2022  |
| 7  | Episode 7        | Episodio 7      | 20 ottobre 2022  | 16 novembre 2022 |
| 8  | Episode 8        | Episodio 8      | 20 ottobre 2022  | 16 novembre 2022 |